# Gyllenhammar (adelsätt)
För andra betydelser, se Gyllenhammar.
Gyllenhammar är en svensk adelsätt.
Den yngre linjen av första yngre grenen överflyttade på 1870-talet till USA där den fortlever och medlemmarna skriver sig Gyllenhammer och Gyllen. Den tredje yngre grenen överflyttade i början av 1900-talet till USA och fortlever där. Femte yngre grenen överflyttade i början av 1900-talet till Norge och fortlever där. Förutom i USA nämnda levande grenar, kan möjligen andra grenar fortleva där men närmare är inte känt.

## Historik

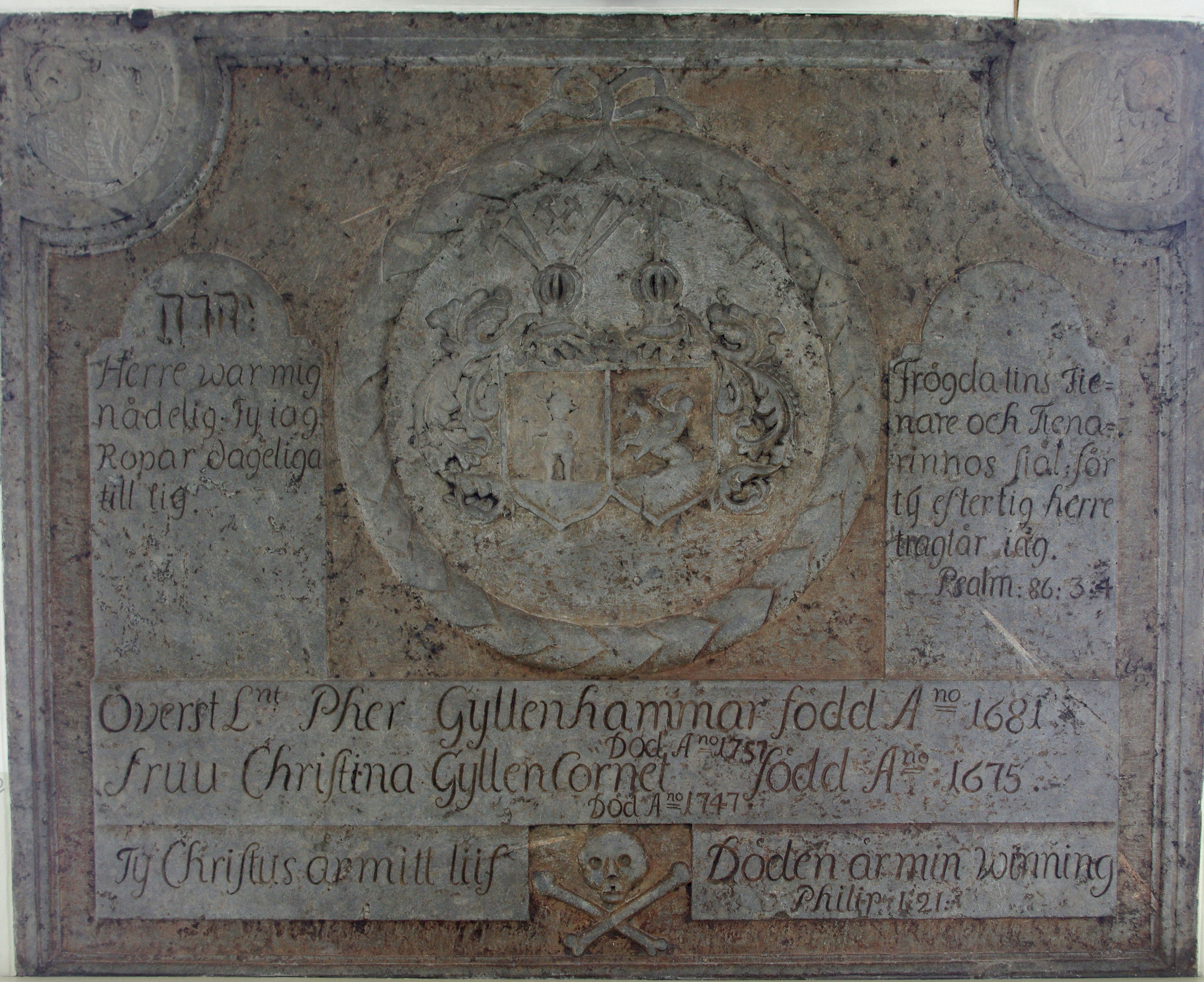
Gravvård för överstelöjtnant Pehr Gyllenhammar (1681-1757) och hans hustru Christina Gyllencornett (1675-1747) i Händene kyrka.

Ättens stamfader är kaptenen Måns Andersson (död 1658 under Slaget i Öresund) vid Jönköpings regemente, son till kaptenen Anders Månsson vid Jönköpings läns fotfolk. Måns Anderssons hustru var Maria von Spraken. Deras son, överstelöjtnant Jonas Månsson (1630–1682) adlades den 10 oktober 1665 under Karl XIs förmyndarregering, med namnet Gyllenhammar, som adlig släkt nr 776 och introducerades på Riddarhuset 1668. Jonas bodde vid Mölneberg i Burseryds socken. Han avled 1682 och begravdes i Burseryds kyrka.
Jonas Gyllenhammar hade två hustrur. Första hustrun hette Maria Elisabeth von Kleisten och den andra Elisabeth Hjulhammar vars far var major Nils Hjulhammar och mor var Kirstin Krabbe af Svaneby. En teori om namnet Gyllenhammars tillkomst skulle alltså kunna vara efterledet -hammar i andra äktenskapet. Ättens två huvudgrenar utgår från en son i vardera äktenskapet. En dotter i första äktenskapet gifte sig Gyllensting, och en dotter i det andra med en Gyllensvärd. En son i andra äktenskapet avled barnlös, Pehr Gyllenhammar som var överstelöjtnant i Närkes och Värmlands bergslagstrippleringsregemente.
De båda huvudstammarna utgår från sönerna Johan Gyllenhammar och Nils Gyllenhammar.

## Blasonering
Originalsköldebrevet är sedan 1916 donerat till Nordiska museet (NM.0128737).
"som ähr een gåhl Skiöldh, der vthj een Wäpnat man, ståendes vthj ett grönt fäldt med een gyldene Hammer vthj handen, ofwan på Skiölden een yppen Tornerehielm, Hielmtäckiet och Crantzen, medh rödt, gåhlt och blått fördeelte, ofwan på Hielmen twänne Gyllene Hambrar i Korβ, wändandes Skafftet nedföre och Hambrarne emot hwar andra upp före, emillan fyra flygande fahnor, twänne på hwar sidhan om Hambrarne mitt emillan, till ett ähreteckn af den trogne tienst hans fadher och han Oβ och Wårt Rijke giordt och bewist hafwer, aldeles som det med sine egentlige färgor här repræsenterat och afmålat ähr;"

## Johan Gyllenhammars släktgren

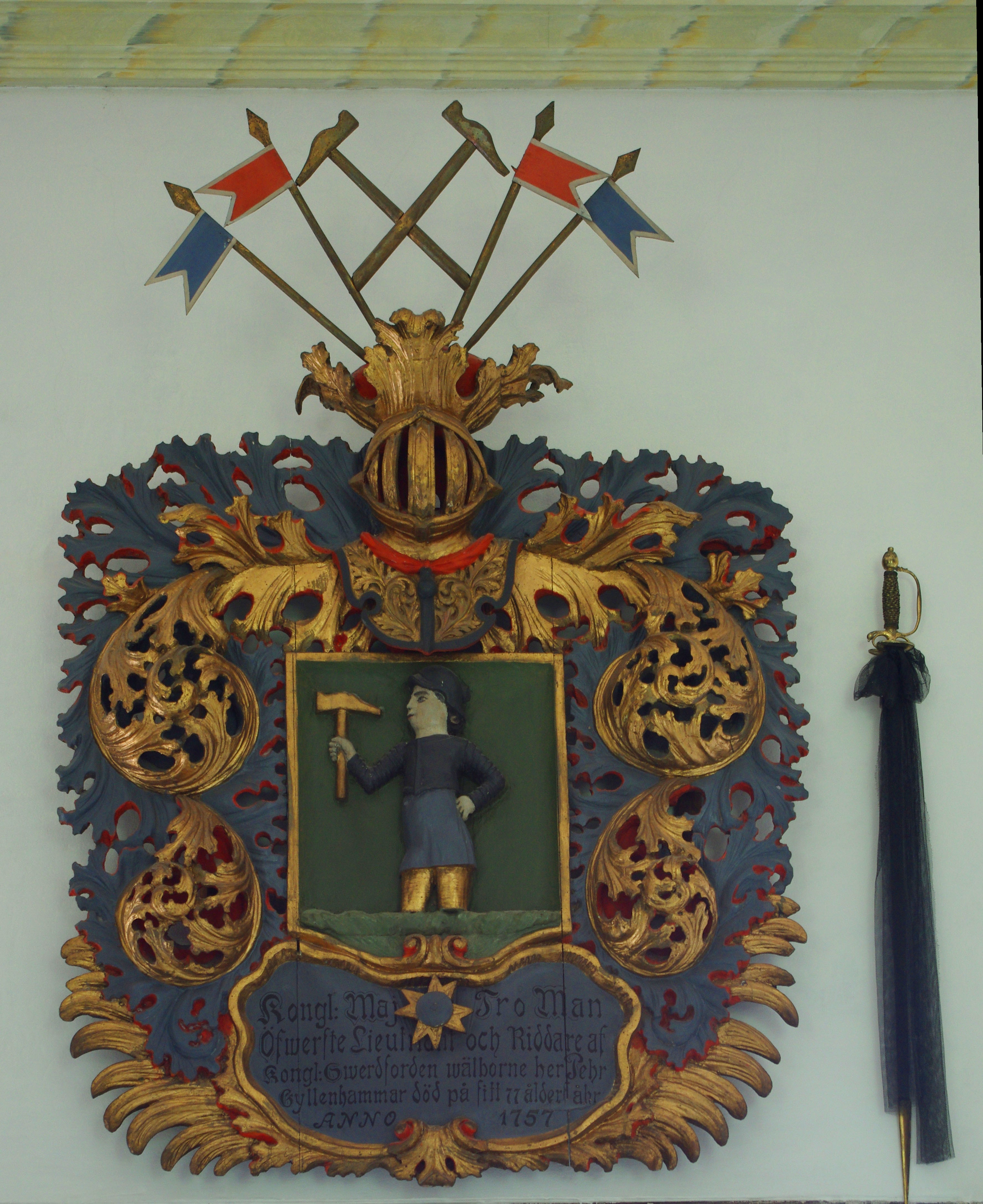
Begravningsvapen för överstelöjtnant Pehr Gyllenhammar (1681-1757) i Händene kyrka.

Johan Gyllenhammar var löjtnant i Jönköpings regemente och tillfångatogs vid slaget vid Poltava och avled i anslutning till detta. Hans hustru var Maria Stårck vars mor var en Store. Äldsta dottern Maria Christina gifte sig första gången Netherwood och den andra Ulfsparre af Broxvik. Yngsta dottern gifte sig med en ofrälse kapten.
Paret fick bara en son, Isac Gyllenhammar till Ringstad, som tillfångstogs både vid Poltava och Tönningen och slutligen fick en majors avsked från Östergötlands infanteri. Hans hustru var friherrinnan Hebbla Johanna Cronhjelm, vars mor var en Klingstedt. De fick fem barn. Äldste sonen kaptenen Johan Gyllenhammar avled barnlös i Finland 1752. Ena dottern gifte sig Krebs och den andra Leijonsten. Från de båda andra sönerna delade sig grenen i två grenar, utgående från Johan Gustaf Gyllenhammar och Carl Fredric Gyllenhammar.

### Johan Gustaf Gyllenhammars gren
Kommendörkapten Johan Gustaf Gyllenhammar var gift med överstedottern Elisabeth von Nieroth. Bara en av döttrarna gifte sig, Hebbla Christina, gift Gyllenanckar, och bara en av sönerna, kaptenen Carl Gustaf Gyllenhammar, förde ätten vidare på svärdssidan. Hans linje är huvudman för ätten. Hans första hustru var Margareta Eleonora von Schoting vars mor var en Lilljehöök af Fårdala. Den andra hustrun var Beata Charlotta Sparre af Rossvik, vars mor var en Ulfsparre af Broxvik. Ätten fortlevde på svärdssidan från det andra äktenskapet. Huvudmannagrenen var vid början av 1900-talet verksam i Arvika.

### Carl Fredrik Gyllenhammars yngre grenar (1-4)
Carl Fredrik Gyllenhammar var kapten i fransk och svensk tjänst och slutligen överstelöjtnant. Hans första hustru var friherrinnan Charlotta Beata Wrangel af Lindeberg vars mor var en Sparre. Andra hustrun var Eva Elisabeth Rosenstråle vars mor var en Nauchoff. Grenen fortlevde på svärdssidan med kapten Isak Axel Gyllenhammar från första äktenskapet. Med hans och hustrun Eva Elisabeth Krafts fyra söner utgrenades fyra yngre grenar: Kapten Axel Herman Gyllenhammar, gift med Christina Sophia Pfeiff, löjtnant Carl Emil Gyllenhammar till Snararp, gift med Betty Nordwall, fältväbel Lars Gustaf Gyllenhammar till Stiernsand, gift med Catharina Maria Samuelsson, samt sergeant Adam Fredrik Gyllenhammar till Norra Aspenäs, gift med Clara Gustafva Pfeiff.

## Nils Gyllenhammars släktgren
Nils Gyllenhammar var kapten vid Älvsborgs regemente och gift med Christina Barfod. Deras ätt fortlever på svärdssidan med sonen löjtnanten Johan Magnus Gyllenhammar. Han hade två hustrur. Den första hustrun var Catharina Elisabeth Reuterhjelm vars mor var en Gyllencornett. Den andra hustrun var Maria Eleonora Gyllensvärd vars mor var en Hård af Thorestorp. Ätten fortlevde på svärdssidan från det andra äktenskapet.
Släktgrenen delade sig därefter i två yngre grenar, den femte och den sjätte yngre grenen.

### Per Georg Gyllenhammars yngre gren (5)

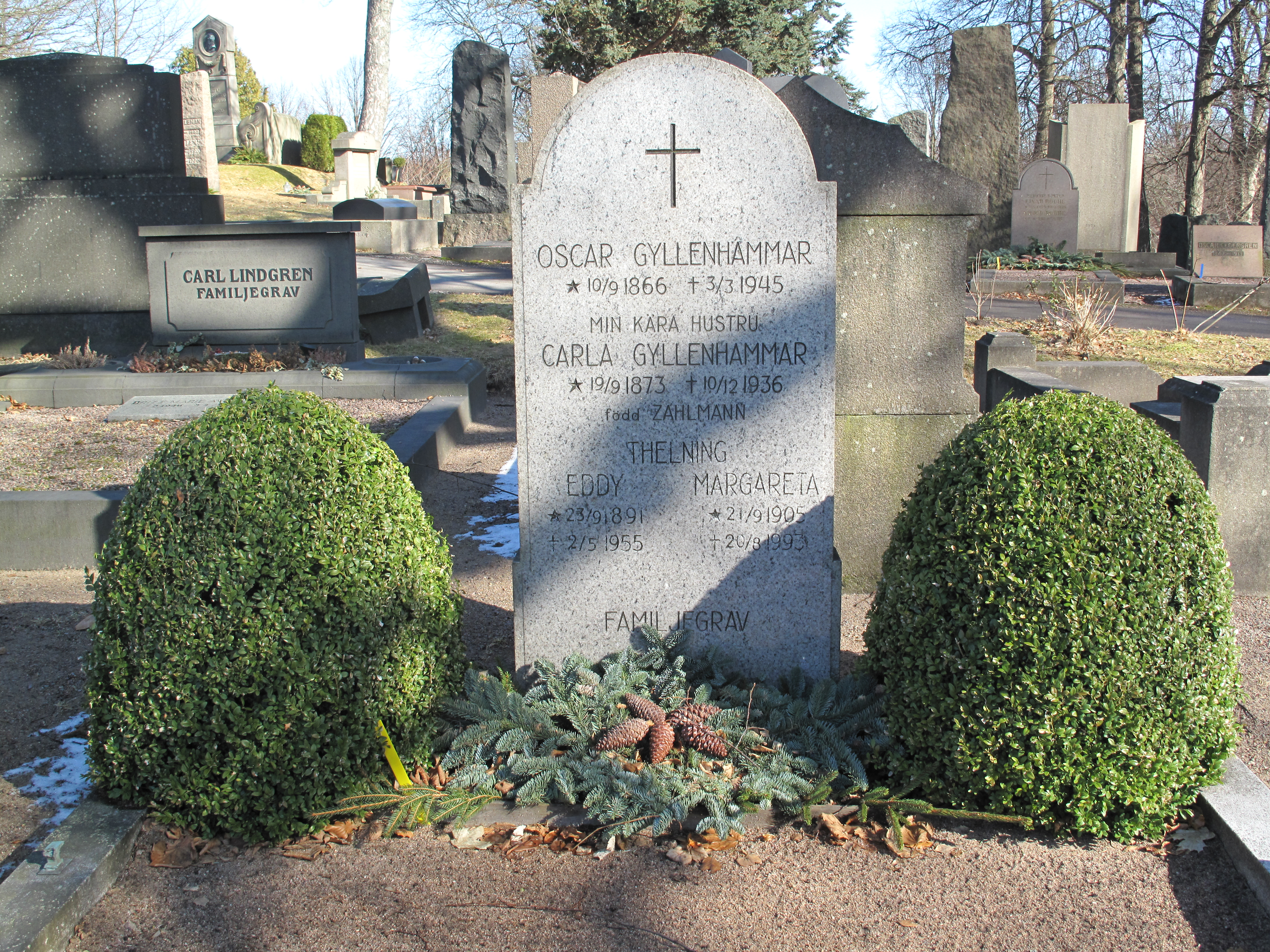
Oscar Gyllenhammars familjegrav på Östra kyrkogården i Göteborg.

Den femte yngre grenen utgår från ryttmästaren Per Georg Gyllenhammar som var verksam i preussisk tjänst. Ätten fortlevde på svärdssidan med en son från hans andra äktenskap, med Christina Elisabeth Björnberg vars mor var en Belfrage. Sonen ifråga, Gustaf Wilhelm Gyllenhammar, var major i Armén, och gift första gången med Carolina Theodora Benzelstierna och fick bara barn i detta äktenskap.
Till denna släktgren hör direktör Pehr Gyllenhammar S:r, hans son direktör Pehr G. Gyllenhammar och dennes döttrar med Christina Gyllenhammar, Cecilia och Charlotte Gyllenhammar. En annan medlem av femte yngre grenen är Oscar Gyllenhammar som på 1920-talet var kvarnägare och livsmedelsproducent i Göteborg, genom kommanditbolaget Svenska Hafregryn, Gyllenhammar & Co. Namnet lever ännu kvar i Gyllenhammars havregryn.

### Carl Fredrik Gyllenhammars yngre gren (6)
Carl Fredrik Gyllenhammar var sergeant vid Jönköpings regemente och gift med Brita Christina Kuylenstjerna vars mor var en Ahlefelt. De fick bara ett barn, Johan Magnus Gyllenhammar som var prost och hovpredikant. Han var gift med prostdottern Carolina Elisabeth Adler. Grenen som deras ättlingar tillhör kallas den sjätte yngre grenen.

## Kända medlemmar av ätten
2023 var 421 personer folkbokförda med namnet.
- Cecilia Gyllenhammar (född 1961), författare
- Charlotte Gyllenhammar (född 1963), konstnär
- Christina Gyllenhammar (1936–2008), socionom
- Gerhard Gyllenhammar (1873–1968), konstnär
- Gustaf Gyllenhammar (1839–1918), jägmästare
- Jim Gyllenhammar (född 1978), idrottsman - den svensk som lyft mest genom tiderna i olympisk tyngdlyftning.
- Karl Patrik Gyllenhammar (1871–1904), tandläkare
- Marianne Gyllenhammar (1924–2013), skådespelare
- Oscar Gyllenhammar (1866–1945), kvarnägare, havregrynsfabrikör och grundare av Skandinaviska Brevduveunionen
- Oskar Gyllenhammar (född 1991), musiker och låtskrivare
- Pehr G. Gyllenhammar (1935–2024), direktör
- Pehr Gyllenhammar Senior (1901–1988), direktör
- Peter Gyllenhammar (född 1953), finansman
- Ralf Gyllenhammar (född 1966), sångare och gitarrist